# Escut antic de Benés
Antic escut municipal de Benés, a l'Alta Ribagorça, però administrativament unit al Pallars Jussà. Perdé vigència el 1972, amb la incorporació d'aquest antic terme municipal en el de Sarroca de Bellera.

## Descripció heràldica
D'atzur, un lleó rampant d'argent.